# Suite: Judy Blue Eyes
Singles de Crosby, Stills & Nash
Marrakesh Express
(1969) Woodstock
(1970)
Pistes de Crosby, Stills & Nash
Marrakesh Express
Suite: Judy Blue Eyes est une chanson écrite par Stephen Stills et interprétée par le groupe Crosby, Stills & Nash.
Comme son titre l'indique, il s'agit plutôt d'une série de segments distincts, écrits par Stills sur une période de plusieurs mois, mais tous concernent sa relation finissante avec la chanteuse Judy Collins, dont il partageait la vie depuis 1967. « J'avais tous ces bouts de chansons et je me suis dit "Chantons-les ensemble et appelons ça une suite", parce qu'ils parlaient tous de la même chose et aboutissaient tous au même point. »
Suite: Judy Blue Eyes paraît en ouverture du premier album du groupe, Crosby, Stills and Nash, en 1969. Elle est choisie comme second single tiré de l'album et atteint la 21e place du classement Billboard.
Crosby, Stills & Nash (avec ou sans Neil Young) interprètent fréquemment Suite: Judy Blue Eyes sur scène, notamment à Woodstock ou lors du Live Aid. Elle apparaît au début de l'album live 4 Way Street, mais seules les 30 dernières secondes de la coda sont incluses.
Une maquette de démonstration enregistrée par Stephen Stills en 1968 est parue en 2007 sur l'album Just Roll Tape.
En 1995, Suite: Judy Blue Eyes est sélectionnée par le Rock and Roll Hall of Fame comme l'une des « 500 chansons qui ont façonné le rock 'n' roll ». Elle fait également partie des « 500 plus grandes chansons de tous les temps » du  magazine Rolling Stone qui note : « en travaillant ensemble, le nouveau trio a combiné ces parties aussi harmonieusement que leurs trois voix s'harmonisaient, et en tant que morceau principal de leur premier album éponyme, cette suite était une déclaration de leur désir de transcender les formes pop simples ». La chanson est classée 418e dans la liste de 2004, 426e en 2010 et 222e en 2021.

## Musiciens
- David Crosby : chant
- Graham Nash : chant
- Stephen Stills : chant, guitares acoustique et électrique, basse, orgue Hammond B3, percussions, congas & bongos
- Dallas Taylor : batterie, percussions